# آنجیالاوا
آنجیالاوا (به لاتین: Anjialava) یک منطقهٔ مسکونی در ماداگاسکار است که در سامباوا واقع شده‌است. آنجیالاوا ۹٬۰۰۰ نفر جمعیت دارد و ۲۱۲ متر بالاتر از سطح دریا واقع شده‌است.